# Палио в Асти

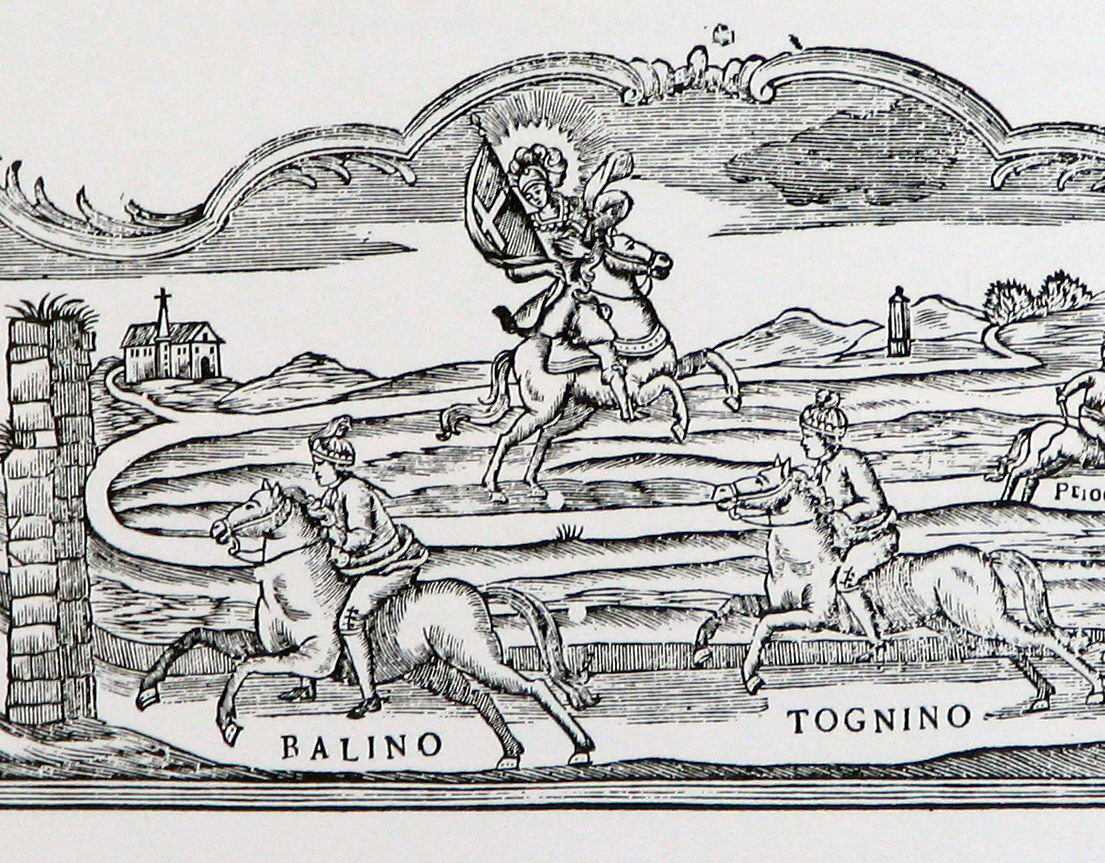
Древний маршрут Палио, гравюра XVIII века. На заднем плане видны старинная церковь Сан-Ладзаро и cippo del pilone (каменный пилон — отправная точка гонки); в центре — Секунд Астийский, которому посвящена гонка, а на переднем плане двое участников собираются въехать в город через ворота Сан-Пьетро.

Палио в Асти (Палио ди Асти, или Палио Астезе в наиболее архаичной форме названия) — традиционный итальянский фестиваль средневекового происхождения, кульминацией которого являются скачки на неосёдланных лошадях.
Гонка проводится ежегодно с XIII века. Самая ранняя запись о неё, цитируемая Гульельмо Вентурой, датируется третьей четвертью XIII века. Мероприятие проводилось ежегодно, за исключением периода в 1870-х годах и 30-летнего перерыва в XX веке.
С 1988 года гонка проводилась на треугольной площади в центре Асти, на площади Альфьери, каждое третье воскресенье сентября; с 2018 года гонка проводится каждое первое воскресенье сентября.

## Этимология
Слово «палио» происходит от латинского слова «pallium», означающего прямоугольный кусок ткани, который римляне носили в качестве плаща. Первоначально это слово относилось только к куску ткани, который клали на финишном столбе и вручали победителю забега.
Со временем это слово стало применяться к событию в целом, включая все ритуалы и традиции, связанные с гонкой, а также саму гонку.

## История

### Происхождение
С момента основания гонки жители Асти боролись за право участвовать в Палио в день памяти своего святого покровителя, Секунда Астийского, епископа Асти, принявшего мученическую смерть 30 марта 119 года. Эта гонка упоминается во многих договорах и союзных соглашениях с различными суверенами, покровителями и правителями.
Первое достоверное упоминание о гонке датируется 1275 годом. В том же году Гульельмо Вентура писал, что Асти, sicut fieri solet Ast, in festo Beati Secundi (как это обычно бывает в Асти, во время праздника Секунда Астийского), устроили Палио под стенами вражеского города Альба, чтобы поиздеваться над его жителями, одновременно опустошая окрестные виноградники.
Учитывая, что Палио уже было традицией в 1275 году, вполне вероятно, что истоки скачек относятся к периоду после 1000 года, а установленные правила появились в XIII веке — в период наибольшего расцвета Асти.
С конца XIII века до первой половины XIV века гонки проводились alla tonda (по кругу), по круговой трассе, которая соответствует современным площадям Пьяцца Альфьери и Пьяцца Либерта. Этот маршрут назывался куррикулумом (на латыни — «скаковой курс») ещё в периоды господства Лангобардов и Каролингов.
Стремясь укрепить город в военном отношении, Джан Галеаццо Висконти, ставший синьором Асти в 1382 году, построил на куррикулуме новую укрепленную цитадель.

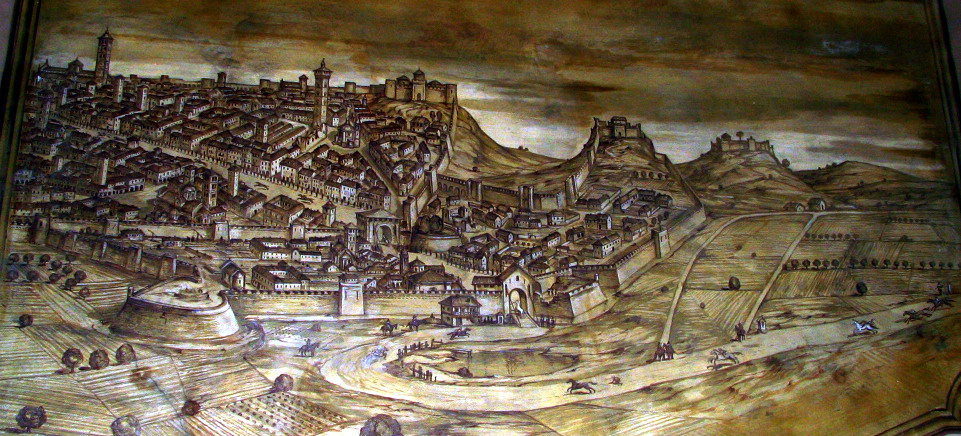
Фреска Оттавио Бауссано в Палаццо дель Комуне, изображающая «прямой» ход Палио.

Для размещения новых укреплений трассу перенесли на прямую трассу протяжённостью около двух с половиной километров, которая начиналась за пределами города и заканчивалась недалеко от его центра. Новый маршрут начинался у Cippo del Pilone (верстовой столб, давший название Viale Pilone), проходил через Porta San Pietro, вдоль моста через Rio Valmanera, по Contrada Maestra (ныне Corso Alfieri, главная улица города) и заканчивался у Palazzo Gabuti di Bestagno, нынешнего Palazzo Ottolenghi .
Висконти согласился, что гонку следует продолжать проводить

"in festa Sancti Secundi iuxta consuetudinem, omni contradictione remota" (на фестивале Секунда Астийского, как обычно, все возражения были отклонены).
Документы, хранящиеся в архиве Асти в Палаццо Маццола, свидетельствуют о том, что расходы на скачки составили два палия (множественное число от палио): один был пожертвован церкви Сан Секондо, другой отдан победителю. Это важно, поскольку показывает степень религиозности, которая когда-то сопровождала это событие.
Где-то между 1440 и 1464 годами Карл, герцог Орлеанский, посетив графство Асти, унаследованное им от матери Валентины Висконти, в качестве приза предложил палио из малинового бархата, украшенное тремя золотыми лилиями на синем фоне.

### Савойи

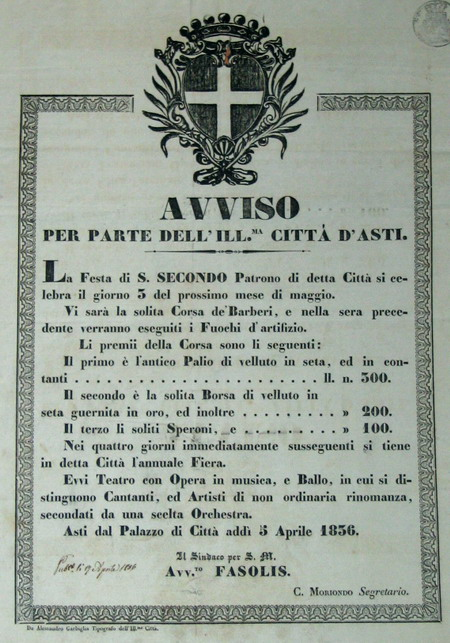
Уведомление коммуны Асти относительно Палио 1836 года.

Когда 20 мая 1545 года Эмануэле Филиберто стал регентом города, он подтвердил и задокументировал древние обычаи праздника, пообещав, что он и его преемники будут предоставлять палии вечно.
В его кодексе говорилось, что следующие лица могут заявлять лошадей на скачки: «весь город Асти, все церкви Асти, включая церкви торговых ассоциаций, колледжа, университета, компании и граждан, все от имени указанных церквей и часовен, все, кто следует древним стилям, обычаям и привилегиям этого города».
В XVIII веке палии были объединены в знамя, обычно синего цвета, украшенное гербами Савойи, коммуны, губернатора и подесты (главного магистрата). Изображение Секунда верхом на коне появилось на знамени палио, посвященном церкви: в конце XIX века оно также присутствовало на знамени палио, вручаемом победителю.
Первоначально гонка проводилась 30 марта каждого года, в день Секунда. С XV века и день Палио, и праздник Секунда были перенесены на четверг после Доменики в Альбисе, то есть на второй четверг после Пасхи. В первые годы XIX века скачки проводились на три дня позже, во второе воскресенье после Пасхи.
В 1818 году празднование Секунда снова перенесли на первый вторник мая, поэтому и гонку перенесли на эту дату.
В 1861 году были опубликованы новые «Правила для скачек вокруг новой рыночной площади». Упомянутая рыночная площадь — Кампо-дель-Палио (поле Палио), очень большая площадь, которая сегодня является автостоянкой и местом проведения еженедельной ярмарки Асти. Новое место проведения вызвало радикальные перемены: с конца XIV века Палио проходило по прямой.
В 1863 году мероприятие стало светским скачками, утратив свое традиционное религиозное значение.

### Фашистская эра

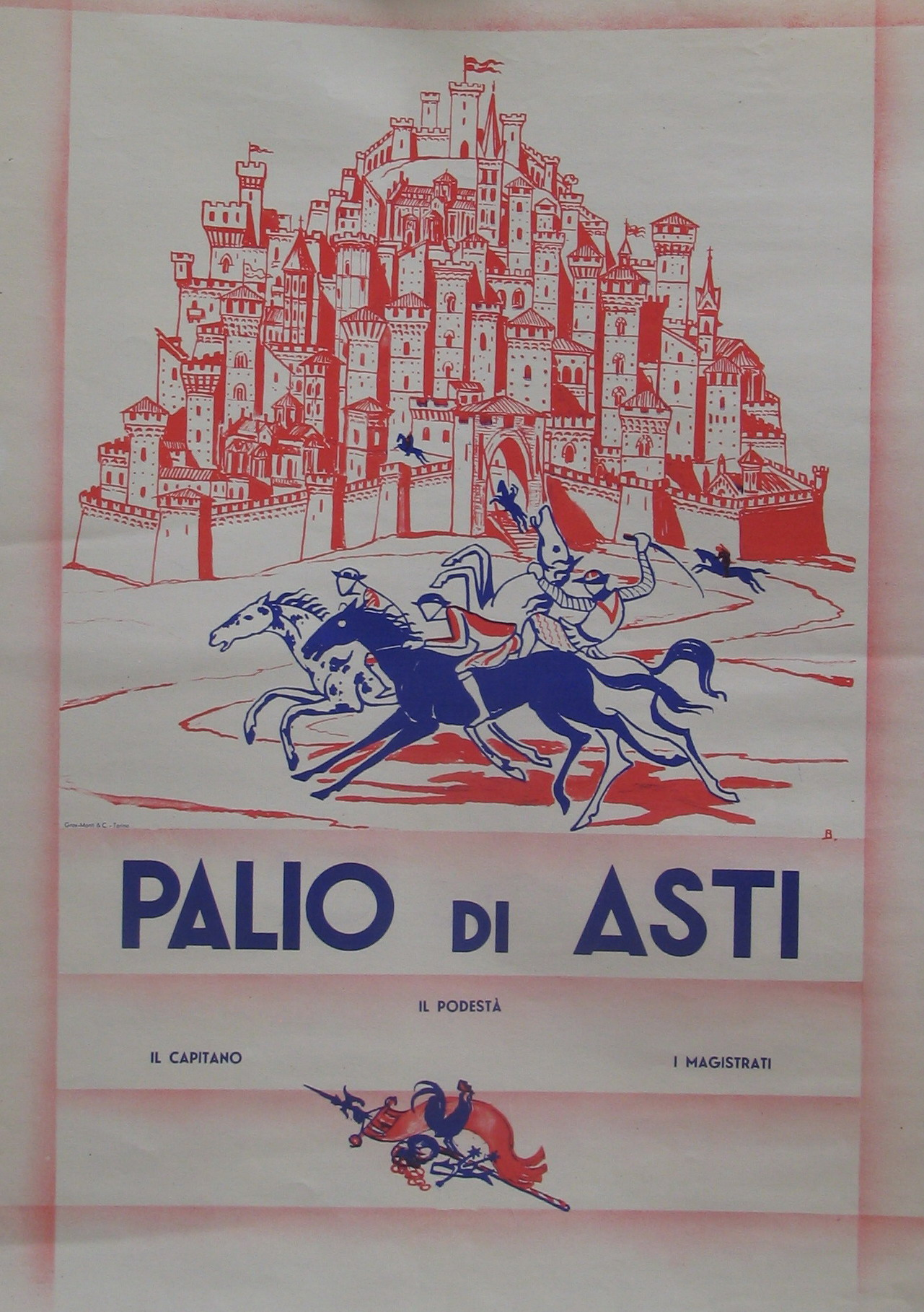
Манифест 1930-х годов Оттавио Бауссано

Фестиваль был возрождён в 1929 году подеста Асти Винченцо Буронцо. В том году Палио снова проводилось по прямой, на этот раз по Корсо Данте, с подъёмом на расстояние около 1300 м.
В 1936 году Бенито Муссолини приказал заменить палио на certame cavalleresco (рыцарское состязание). Аналогичные инструкции получил и Палио Леньяно. Несмотря на это, семь мероприятий, проведенных в Асти за два десятилетия фашизма, сохранили память о Палио, и удалось избежать утраты этой древней традиции.
3 мая 1936 года, во время Второй итало-абиссинской войны, солдаты 104-го легиона чернорубашечников, в основном состоявшие из жителей Асти, провели специальный палио на ослах по берегам озера Ашенге в Эфиопии. События того дня были описаны в ежедневной газете Asti La Provincia:

«Все кони были ослами, захваченными Легионом во время его наступления и брошенными абиссинцами при бегстве... по этому случаю их окрестили именами различных побежденных «расов» (эфиопских сановников), чьи дары скорости были им дарованы».
В мероприятии приняли участие Борго ди Санта-Мария Нуова, район Рионе Сан-Мартино, Борго ди Понте Танаро и район Кафедрального собора Рионе Дуомо. Победил Борго ди Санта-Мария-Нуова.

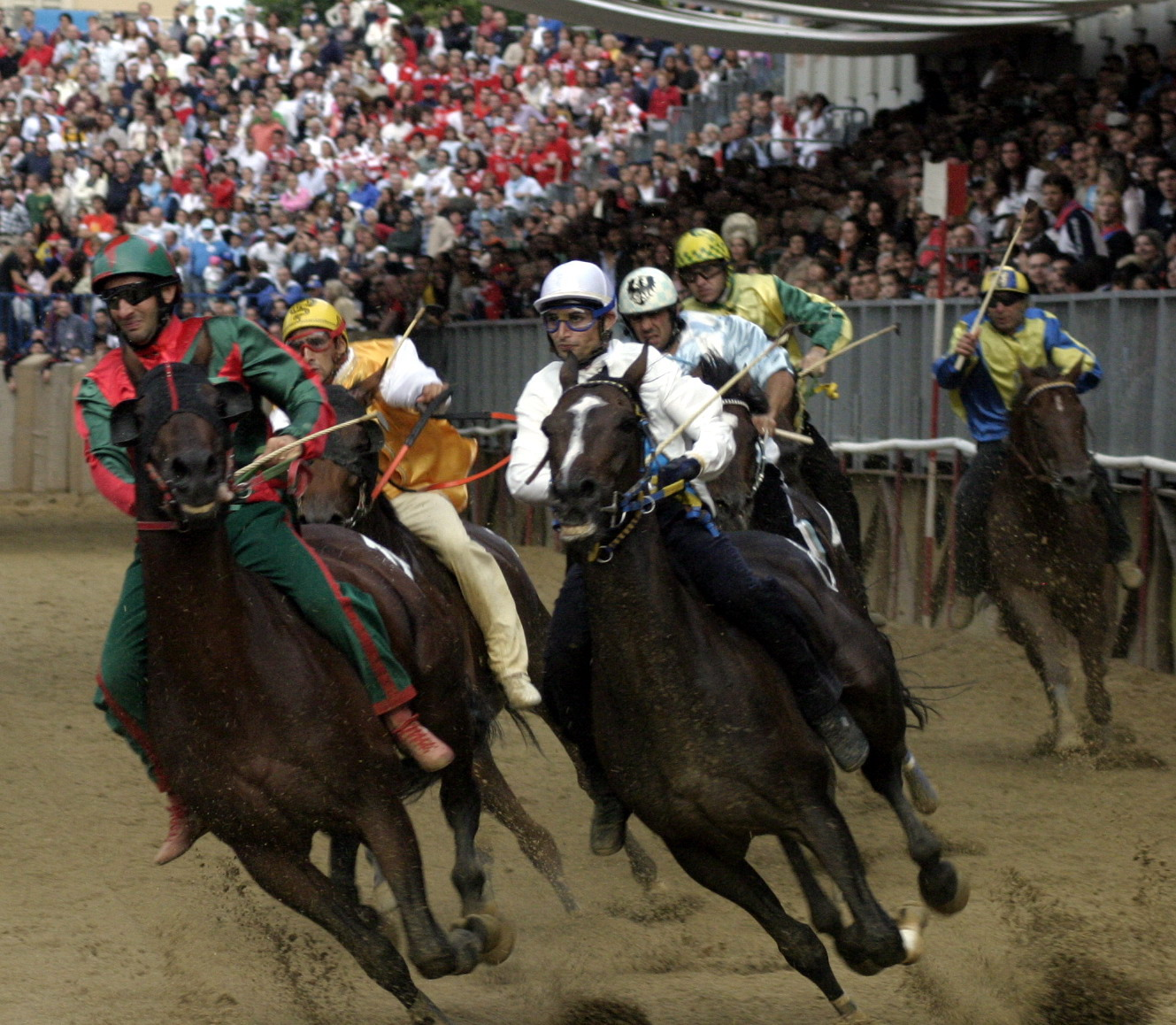
Палио ди Асти

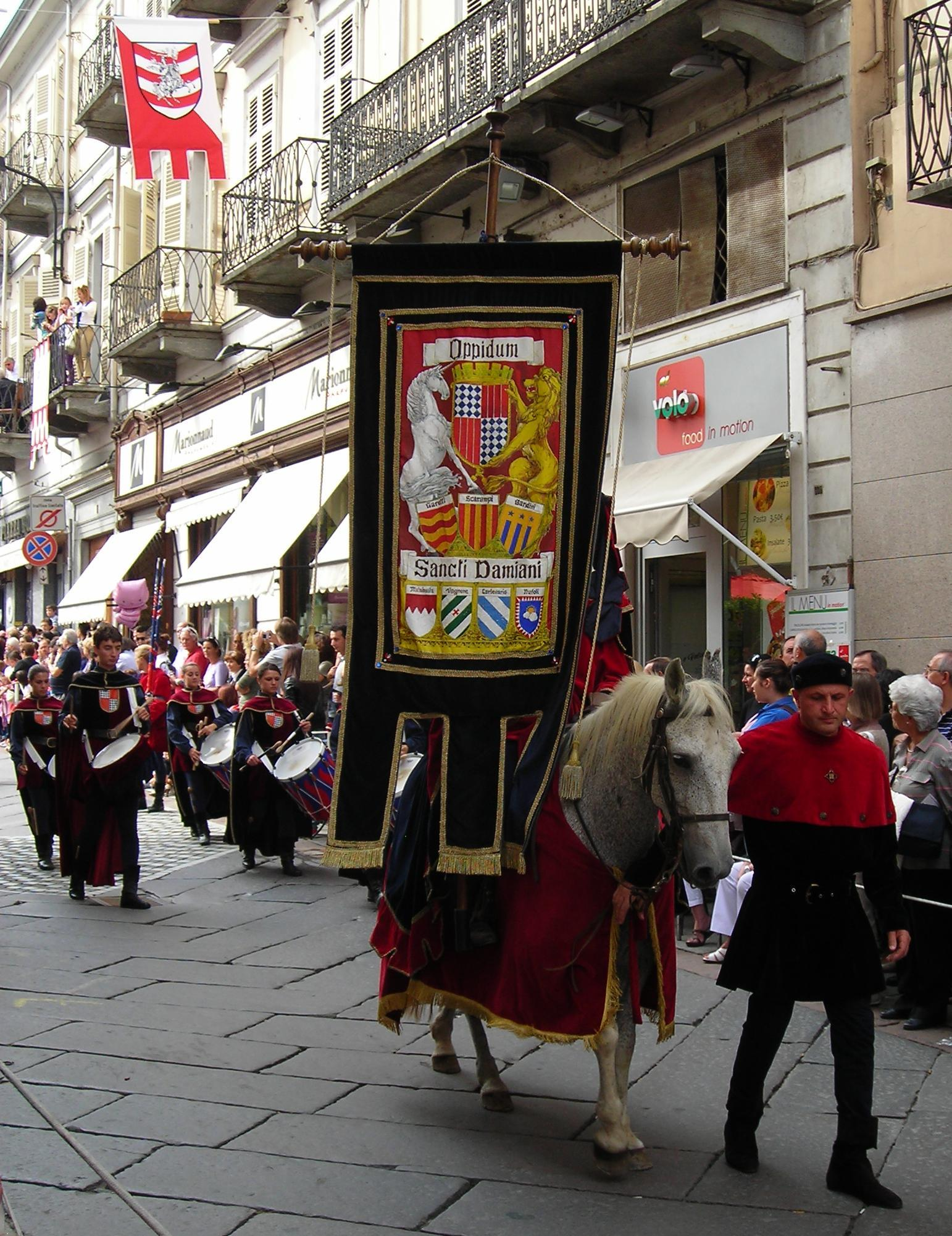
Как и в Сиене, Палио д’Асти предшествует сфилате, парад знамён.

В 1967 году в ознаменование 1000-летия основания маркграфства Монферрат и 800-летия Ломбардской лиги палио было возрождено. Гонка была перенесена на сентябрь, чтобы совпасть с празднованием Douja d’Or и последовать за Festa delle sagre astigiane — фестивалем фестивалей в Асти. Был использован маршрут 1861 года на площади Кампо дель Палио; были построены трибуны на 5000 мест, большая зона была отведена для стоящих зрителей. В мероприятии 1967 года приняли участие 100 000 зрителей, 14 деревень, районов и коммун (муниципалитетов).
С 1988 года Палио проводится на площади Витторио Альфьери в самом центре города.
В 1992 году Палио в Асти было объединено с национальной лотереей.
В архивах Института Луче хранятся пять коротких фильмов о Палио в Асти. Особенно важны два документа, в которых зафиксированы события 1932 и 1934 годов.